# Tapeżary
Tapeżary (Tapejaridae) – rodzina pterozaurów z podrzędu pterodaktyli.

## Występowanie
Zamieszkiwały tereny dzisiejszych Chin i Brazylii w czasie wczesnej kredy. Ponieważ najprymitywniejszy rodzaj znaleziono w Chinach, podejrzewa się, że właśnie stamtąd wywodzi się ta rodzina.

## Klasyfikacja
- Pterosauria
  - Pterodactyloidea
    - Rodzina Tapejaridae
      - Podrodzina Tapejarinae
        - Rodzaj Huaxiapterus
        - Rodzaj Sinopterus
        - Rodzaj Tapejara (rodzaj typowy)
        - Rodzaj Tupandactylus

      - Podrodzina Thalassodrominae
        - Rodzaj Thalassodromeus
        - Rodzaj Tupuxuara

## Filogeneza
Dokładne relacje tapeżar z innymi przedstawicielami nadrodziny Azhdarchoidea są niejasne, a różne badania dawały znacznie różniące się od siebie wyniki – kladogramy nie pokrywały się. Nie jest także pewne, które pterozaury należą do tej rodziny – podrodzina Thalassodrominae zaliczana bywa też do rodziny azdarchów (klad Neoazhdarchia). Istnieją także badania, które wskazują na to, że tapeżary są grupą parafiletyczną.